# Vichy Catalan
Vichy Catalan es una marca española de agua mineral carbonatada embotellada procedente del manantial termal homónimo, en Caldas de Malavella, Gerona. Es la empresa líder en el sector del agua con gas en España, con un 40% de cuota de mercado.

## Composición
| Elementos           | Proporción en mg/l |
| ------------------- | ------------------ |
| Residuo seco        | 3052               |
| Calcio (Ca2+)       | -                  |
| Magnesio (Mg2+)     | -                  |
| Sodio (Na+)         | 1097               |
| Potasio (K+)        | 50,7               |
| Sulfato (SO42-)     | 49,6               |
| Bicarbonato (HCO3-) | 2081               |
| Cloruro (Cl-)       | 584                |
| Litio (Li-)         | 1,3                |

## Historia
Las propiedades de las aguas que emergen en el cerro «Puig de les Ànimes» eran conocidas desde la Antigüedad, como acreditan los restos arqueológicos de termas romanas en esta zona. En los años 1870 el Doctor Modest Furest y Roca, quien ejercía la medicina en Gerona y los pueblos aledaños, durante una estancia en Caldas de Malavella descubrió los efectos que provocaban en el ganado las aguas de este manantial. Estudioso de la hidroterapia, mandó analizar dichas aguas, que resultaron ser especialmente ricas en sales y en carbonato. Tras constatar científicamente sus virtudes terapéuticas, en 1881 decidió adquirir el manantial y los terrenos adyacentes. Las aguas fueron declaradas de utilidad pública mediante Real Orden de 5 de marzo de 1883, iniciando su proceso de comercialización. Para dar a conocer sus aguas, en los años siguientes el doctor Furest recorrió las principales exposiciones nacionales e internacionales, donde recibió importantes reconocimientos, entre los que destacan la Medalla de Oro obtenida en la Exposición Universal de Barcelona (1888) y la Medalla Honorífica en la Exposición Universal de París (1889). 
En 1889 puso en marcha la primera planta de embotellado, convirtiéndose en uno de los pioneros en la venta de agua embotellada en España. Originalmente se vendían en farmacias y droguerías, para combatir las dolencias de estómago, hígado y la hipertensión. En 1890 registró la marca «El Vichy Catalan», aprovechando la popularidad del balneario de Vichy, lo que derivó en un largo pleito legal con la compañía francesa, que finalmente no prosperó. El 12 de junio de 1898, junto a la planta embotelladora, se inauguró el Balneario Vichy Catalan, que aprovechaba las mismas aguas termales.
Para hacer frente a las grandes inversiones que requería su proyecto, Modest Furest buscó socios capitalistas. Encontró a un grupo de inversores enriquecidos en Cuba: Bonaventura Blay Milà, Josep Ferrer Torralbas, Josep Serradell Amich y Josep Vias Camps; con ellos, Furest fundó la Sociedad Anónima Vichy Catalan, el 16 de junio de 1900. Un año más tarde se incorporaron a la sociedad otros dos indianos: Antoni Serra Ferret y Esteban Divi. La nueva empresa estableció su razón social en el número 18 de La Rambla de Barcelona. Para esa época las ventas de la compañía ya alcanzaban las 200 000 botellas anuales.
En 1959 se introdujo el primer tren automático en la planta embotelladora. La mecanización permitió aumentar la producción y las ventas, pasando de los 12 millones de botellas anuales de 1960 a los 43 millones de 1970. En los años 1980 la empresa inició un proceso de expansión y diversificación, con la adquisición de otras marcas del sector. Aglutinando estas distintas inversiones, en 1990 se creó el Grupo Vichy Catalan.
En 2012 Vichy Catalan inició la comercialización del producto en latas de 33 centilitros, convirtiéndose en la primera empresa española en vender agua mineral enlatada.  Con este nuevo envase lanzó una línea de aguas carbónicas saborizadas, también con la marca Vichy Catalan, en las variedades de limón, naranja, menta, lima-limón y tónica.
En 2016 Vichy Catalan inició un proceso de digitalización, en el que destaca la creación de la primera tienda en línea de agua a domicilio en envases de vidrio retornables, La Tienda Vichy, en la que se distribuyen todas las marcas del grupo a particulares. Mediante la empresa de distribución del grupo, Manantial de Sant Hilari, contribuyen al consumo de agua mineral natural en botellas de vidrio reutilizables, ya que los envases son devueltos a planta para volver a ser rellenados.